# Centaurea immanuelis-loewii
Centaurea immanuelis-loewii là một loài thực vật có hoa trong họ Cúc. Loài này được Degen mô tả khoa học đầu tiên năm 1917.